# الخالفة (ردمان)

تعديل مصدري - تعديل

الخالفة هي إحدى قرى عزلة غول سليمان بمديرية ردمان التابعة لمحافظة البيضاء، بلغ تعداد سكانها 97 نسمة حسب تعداد اليمن لعام 2004.